# 鄭佐
鄭佐（？—？年），字時夫，南直隶徽州府歙縣巖鎮人，民籍。明朝政治人物。

## 生平
正德八年（1513年）癸酉科應天府乡试舉人，九年（1514年）联捷甲戌科二甲第七十二名進士，授南京刑部主事，改礼部祠祭司主事，历精膳司员外郎，嘉靖二年（1523年）五月升福建按察司佥事，六年五月升江西按察司副使，备兵饶州，历贵州右参政，以养母归。